# Anommatus malisorum
Anommatus malisorum is een keversoort uit de familie knotshoutkevers (Bothrideridae). De wetenschappelijke naam van de soort werd in 1948 gepubliceerd door Vsetecka.